# (190) Ismene
(190) Ismene es un asteroide perteneciente al cinturón exterior de asteroides descubierto por Christian Heinrich Friedrich Peters el 22 de septiembre de 1878 desde el observatorio Litchfield de Clinton, Estados Unidos.
Está nombrado por Ismene, un personaje de la mitología griega.

## Características orbitales
Ismene orbita a una distancia media del Sol de 3,993 ua, pudiendo alejarse hasta 4,657 ua. Tiene una excentricidad de 0,1662 y una inclinación orbital de 6,173.º Emplea en completar una órbita alrededor del Sol 2915 días. Forma parte del grupo asteroidal de Hilda.